# Aystetten
Aystetten est une commune allemande de Bavière située dans l'arrondissement d'Augsbourg et le district de Souabe.

## Géographie

Situation d'Aystetten dans l'arrondissement d'Augsbourg

Aystetten est située dans le parc naturel d'Augsbourg-Westliche-Wälder, à 11 km au nord-ouest d'Augsbourg.

## Histoire
Le village d'Aystetten date des grands défrichements du Moyen Âge et sa première mention écrite apparaît en 1195 sous le nom de Aichstein.
En 1424, un château est édifié à Aystetten qui est alors un fief de l'évêché d'Augsbourg. Les destructions sont très importantes durant la Guerre de Trente Ans, un nouveau château est construit en 1693. Le domaine est acquis au XIXe siècle par la famille von Stetten qui l'habite toujours à l'heure actuelle.
Lors du Recès d'Empire en 1806, Aystetten est rattachée au royaume de Bavière et, en 1818, il est érigé en commune.

## Démographie
| 1840 | 1871 | 1885 | 1900 | 1910 | 1925 | 1933 | 1939 | 1950  |
| ---- | ---- | ---- | ---- | ---- | ---- | ---- | ---- | ----- |
| 501  | 425  | 444  | 405  | 401  | 503  | 535  | 591  | 1 109 |

| 1961  | 1970  | 1987  | 2000  | 2005  | 2009  | - | - | - |
| ----- | ----- | ----- | ----- | ----- | ----- | - | - | - |
| 1 265 | 1 900 | 2 833 | 3 056 | 2 995 | 2 873 | - | - | - |